# سهولة البحث
سهولة البحث (قابلية الإيجاد) هي سهولة الوصول إلى المعلومات التي يمكن العثور عليها في مواقع الويب، سواء أكانت من خارج الموقع (باستخدام محركات البحث مثلا) أو من قبل مستخدمي الموقع من خلال البحث فيه.